# Comitato Olimpico Pakistano
Il Comitato Olimpico Pakistano (noto anche come باكستان الأولمبية in arabo) è un'organizzazione sportiva pakistana, nata nel 1948 a Lahore, Pakistan.
Rappresenta questa nazione presso il Comitato Olimpico Internazionale (CIO) dal 1948 ed ha lo scopo di curare l'organizzazione ed il potenziamento dello sport in Pakistan e, in particolare, la preparazione degli atleti pakistani, per consentire loro la partecipazione ai Giochi olimpici. L'associazione è, inoltre, membro del Consiglio Olimpico d'Asia.
L'attuale presidente del comitato è Syed Arif Hasan, mentre la carica di segretario generale è occupata da Abdul Khaliq Khan.

## Presidenti
- Ahmad Jaffer (25/2/49 - 27/2/50)
- Ghulam Muhammad (27/2/50 - 5/11/51)
- Abdur Rab Nishtar (5/11/51 - 21/8/55)
- Chaudhry Muhammad Ali (21/8/55 - settembre 1956)
- Huseyn Shaheed Suhrawardy (settembre 1956 - 6/3/58)
- Feroz Khan Noon (16/3/58 - 16/11/58)
- Azam Khan (16/11-58 - 22/9/63)
- Rana Abdul Hamid Khan (22/9/63 - 3/4/72)
- Malik Meraj Khalid (3/4/72 - novembre 1977)
- Syed Wajid Ali (3/3/78 - 11/3/2004)
- Syed Arif Hasan (11/3/2004 - )